# Критерии оценки качества здравоохранения
Крите́рии оце́нки ка́чества здравоохране́ния — глобальные показатели в области здравоохранения, служащие для оценки качества работы системы здравоохранения и социального обеспечения. Критерии оценки разрабатываются и устанавливаются Всемирной организации здравоохранения (ВОЗ).

## Показатели качества здравоохранения
Для количественной оценки качества здравоохранения ВОЗ использует следующие показатели (критерии):

### Расходы на здравоохранение
- Общие расходы на здравоохранение на душу населения, (долл. США)
- Государственные расходы на здравоохранение как % от общих государственных расходов, (%)

### Трудовые ресурсы здравоохранения и инфраструктура
- Врачи, численность и обеспеченность, (на 10 000 населения)
- Сестринский и акушерский персонал, численность и обеспеченность, (на 10 000 населения)
- Больничные койки, (на 10 000 населения)

### Охват услугами здравоохранения
- Охват дородовым наблюдением, (%)
- Деторождения при квалифицированном родовспоможении, (%)
- Роды кесаревым сечением, (%)
- Новорождённые, защищённые при рождении от неонатального столбняка, (%)
- Охват иммунизацией детей в возрасте 1 года, (%)

### Смертность и бремя болезней
- Ожидаемая (при рождении) продолжительность жизни, (лет)
- Ожидаемая (при рождении) продолжительность здоровой жизни (HALE), (лет)
- Коэффициент неонатальной смертности, (на 100000 живорождений)
- Коэффициент младенческой смертности, (вероятность смерти до достижения 1 года на 1000 живорождений)
- Коэффициент смертности детей в возрасте до 5 лет, (вероятность смерти до достижения 5 лет на 1000 живорождений)
- Коэффициент смертности взрослых, (вероятность смерти в возрасте от 15 до 60 лет на 1000 населения)

### Смертность и заболеваемость от конкретных причин
- Смертность
- Коэффициент материнской смертности, (на 100 000 живорождений)
- Коэффициент смертности от конкретных причин, (на 100 000 населения)
- Распределение причин смерти среди детей в возрасте до 5 лет, (%)
- Заболеваемость
- Распространённость туберкулёза, (на 100 000 населения)
- Распространённость ВИЧ среди взрослых в возрасте 15-49 лет, (%)

### Отдельные инфекционные заболевания (число зарегистрированных случаев)
- Для количественной оценки используется число зарегистрированных случаев заболевания следующими инфекционными болезнями: холера, дифтерия, грипп H5N1, японский энцефалит, проказа, малярия, корь, менингит, свинка, коклюш, чума, полиомиелит, синдром врождённой краснухи, краснуха, неонатальный столбняк, общий столбняк, туберкулёз, жёлтая лихорадка

### Неравенство в отношении здоровья
- Деторождения при квалифицированном родовспоможении, (%)
- Охват иммунизацией против кори детей в возрасте 1 года, (%)
- Смертность детей в возрасте до 5 лет, (вероятность смерти до достижения 5 лет на 1000 живорождений)

### Демографическая статистика
- Население, (чел.)
- Годовые темпы роста, (%)